# Simira longifolia
Simira longifolia är en måreväxtart som först beskrevs av Carl Ludwig von Willdenow, och fick sitt nu gällande namn av Cornelis Eliza Bertus Bremekamp. Simira longifolia ingår i släktet Simira och familjen måreväxter. Inga underarter finns listade i Catalogue of Life.